# Johan Lindegren
Johan Lindegren, (Ullared (districte de Faurås), 7 de gener, 1842 - Estocolm, 8 de juny, 1908), va ser un compositor i teòric musical suec. Va ser l'avi del poeta Erik Lindegren.

## Biografia
Johan Lindegren (segons el registre de bateig anomenat Johannes en honor al seu avi) era fill del granger Andreas Johansson de Kullen a Ullared i de la seva dona Inger Lena Carlsdotter. El seu talent musical es va revelar a una edat jove. Va rebre les seves primeres lliçons d'orgue del ministre, B. A. Törnblom. Malgrat l'oposició del seu pare, Törnblom va tirar endavant perquè el jove estudiés amb l'organista Holmdahl a Skällinge. El 1860, va continuar els seus estudis al Conservatori de Música, en piano, violí i teoria. Va treballar com a corista al Teatre Reial l'any 1865, i hi va ser repetidor el 1874. Dos anys més tard va ser professor de contrapunt al conservatori. El 1881 esdevingué professor de cant a l'escola de Jakob i el 1885 cantor a Storkyrkan a Estocolm.
Lindegren va ser membre del comitè de 1895 per a la música manual de l'església. El 1903 va ser elegit membre de la Reial Acadèmia de Música de Sueca. Alguns dels seus alumnes van ser Helena Munktell, Natanael Berg i Hugo Alfvén.
Algunes de les composicions de Lindegren apareixen als llibres d'himnes suecs de 1921 i probablement de 1937, però no s'inclouen a The Swedish Hymnal de 1986. També va compondre peces per a piano, un quintet de cordes en fa major, una sonata en si menor, una fuga i una elegia en memòria del cantant d'òpera Oscar Arnoldson. Les seves composicions es distingeixen per estructures polifòniques, així com per la recerca de ritmes més autèntics i harmonies transcendentals.
Lindegren es va casar amb Josefina Grönberg el 1880.

## Llista de treballs
Per la seva llarga llista d'obres, aneu al seu arxiu de la Viquipèdia sueca.

## Salms en himnari
- Trenca-ho tot amb mi, oh Jesús (núm. 286 a l'himnbook de l'Associació Missionera Sueca de 1920.
- Hem seguit avui amb llàgrimes calentes (1819 núm. 95) musicat l'any 1882 en un nou escenari per a la publicació de 1921 dels himnes de 1819.